# آيت إيدير (آيت سدرات الجبل السفلى)
آيت إيدير هي إحدى مشيخات المملكة المغربية، تتبع جغرافيا لإقليم تنغير وإداريًا لآيت سدرات الجبل السفلى. يقدر عدد سكانها بـ 2876 نسمة حسب الإحصاء الرسمي للسكان والسكنى لسنة 2004.